# جوليان رانتير
جوليان رانتير (بالفرنسية: Julien Rantier)‏ (11 أغسطس 1983 في فرنسا - ) هو لاعب كرة قدم فرنسي في مركز الوسط. لعب مع أتالانتا ونادي ألساندريا ونادي بياتشينزا ونادي بيروجيا ونادي فيتشينزا ونيم أولمبيك وهيلاس فيرونا ونادي تارانتو 1927 وبرو بياتشنزا 1919 وUC AlbinoLeffe ‏.

## روابط خارجية
- جوليان رانتير على موقع رابطة كرة القدم الفرنسية للمحترفين (الإنجليزية)
- جوليان رانتير على موقع قاعدة بيانات كرة القدم.إي يو (الإنجليزية)
- جوليان رانتير على موقع ليكيب (الفرنسية)
- جوليان رانتير على موقع Soccerbase.com (لاعب) (الإنجليزية)
- جوليان رانتير على موقع Soccerway.com (الإنجليزية)
- جوليان رانتير على موقع عالم كرة القدم.نت (الإنجليزية)